# Xanthorhoe hedyphaes
Xanthorhoe hedyphaes là một loài bướm đêm trong họ Geometridae.